# 石川県道194号宮永横川町線
石川県道194号宮永横川町線（いしかわけんどう194ごう みやながよこがわちょうせん）は、石川県白山市と同県金沢市とを結ぶ一般県道（石川県道）である。

## 概要
- 起点：石川県白山市宮永町（＝宮永交差点・石川県道195号倉部金沢線交点）
- 終点：石川県金沢市米泉町一丁目81番1地先（＝横川交差点・国道157号（国道305号重複）交点、石川県道146号金沢停車場南線（石川県道195号倉部金沢線重複）終点）

起点は白山市松任地区北部。起点より、東に進み、白山市福増町で金沢外環状道路と接続。ここからしばらく片側2車線の道路になるが、イオンモール白山を過ぎると再び狭くなり、横江町の集落内を経て、野々市市に入る。野々市駅北交差点で南東に折れ、野々市駅の西側でIRいしかわ鉄道線長池道踏切を渡り、再び進路を東にして、国道8号の二日市跨線橋をくぐる（国道8号と接続はしていない）。さらに東へ進み、金沢市に入り、八日市を経て、押野西交差点で北東に折れる。ここから野々市市と金沢市の境に沿って北東に進み、押野2丁目交差点南で東に折れ、大塚交差点まで野々市市と金沢市の境に沿って東に進む。その後、北陸鉄道石川線の米泉地下道をくぐり、高橋川をわたって、終点に至る。
また、昭和まではほぼ全線狭隘道路だったが、平成に入ってからは改良が進み、現在は金沢市八日市・白山市福増町から横江町までが狭隘区間として残っている。

## 歴史
- 1960年（昭和35年）10月15日：路線認定。
- 1989年（平成元年）：米泉地下道開通に伴い、米泉1丁目交差点 - 押野丸木バス停 - 押野西交差点の経路を、現在の経路に変更して認定。
- 2008年（平成20年）秋以降：北陸新幹線建設に伴い、野々市町（現・野々市市）二日市町において付け替え・拡幅工事を実施。
- 2012年（平成24年）旧石川県道8号松任宇ノ気線の交点から宮永交差点の区間も認定し、起点が現在の位置に移動。

## 通過する自治体
- 石川県
  - 白山市 - 野々市市 - 金沢市

## 接続道路
- 石川県道195号倉部金沢線（白山市宮永町・宮永交差点：起点）
- 石川県道8号松任宇ノ気線金沢外環状道路海側幹線（白山市福増町）
- 石川県道106号野々市西金沢停車場線（野々市市押野6丁目・押野6丁目交差点）
- 国道157号（国道305号重複）、石川県道146号金沢停車場南線（石川県道195号倉部金沢線重複）（金沢市米泉町1丁目・横川交差点：終点）

## 周辺施設
- オリエンタルチエン工業本社工場
- 津田駒工業松任工場
- 横江工業団地
- IRいしかわ鉄道線野々市駅